# Kleefstra-szindróma
A Kleefstra-szindróma (9q34 deléció) egy nagyon ritka, a kromoszóma deléciók (törlődések) körébe tartozó genetikai rendellenesség. Ismertető jelei egyebek mellett az értelmi fogyatékosság, arcdiszmorfia és izom hipotónia lehetnek. Két változata ismert, a gyakoribb mikrodeléciós, és a ritkább pontmutációs Kleefstra-szindróma. Jellemzőit elsőként Tjitske Kleefstra holland humángenetikus és munkatársai írták le 2009-ben.

## Gyakorisága
Világszerte néhány száz, Magyarországon kevesebb, mint 10 eset ismert. Az öröklődés autoszomális dominánsan történik.

## Okai
A betegséget ritkábban az EHMT1-es gén pontmutációja, gyakrabban a 9-es kromoszóma q34.3-as génhelyén bekövetkező mikrodeléció okozza.

## Lehetséges külső jelek és egészségi problémák
- Feltűnő arcforma: kerekfejűség (brachikefália), kisfejűség (mikrokefália), arcközép-hipoplázia (fejletlenség), a szemöldök és a felső ajak szokatlan formája, progénia (előreugró állkapocs), előreálló nyelv.

- Hibás fogsorzáródás, rossz fogállás
- Megkésett fejlődéssel járó izom hipotónia
- Veleszületett szívfejlődési rendellenességek, vesefejlődési rendellenességek, epilepszia, halláskárosodás, túlsúly, gyakori légúti fertőzések

## Lehetséges viselkedésbeli tünetek
- Passzivitás
- Barátságos alaptermészet
- Agresszió (harapás, ütlegelés)
- Rosszkedv
- Autisztikus viselkedés

## Kezelése
Közelmúltban történt felfedezése és az alacsony ismert esetszám miatt jelenleg nem létezik célzott kezelés. A minél korábbi, szakember által történő kognitív- és mozgásterápia rendkívül fontos.

## Differenciáldiagnosztika
Az elkülönítő diagnózis során ki kell zárni a Down-, Pitt-Hopkins-, Smith-Magenis-, Rett- valamint a 2q23.1-es mikordeléciós szindrómát.